# Ksenofont

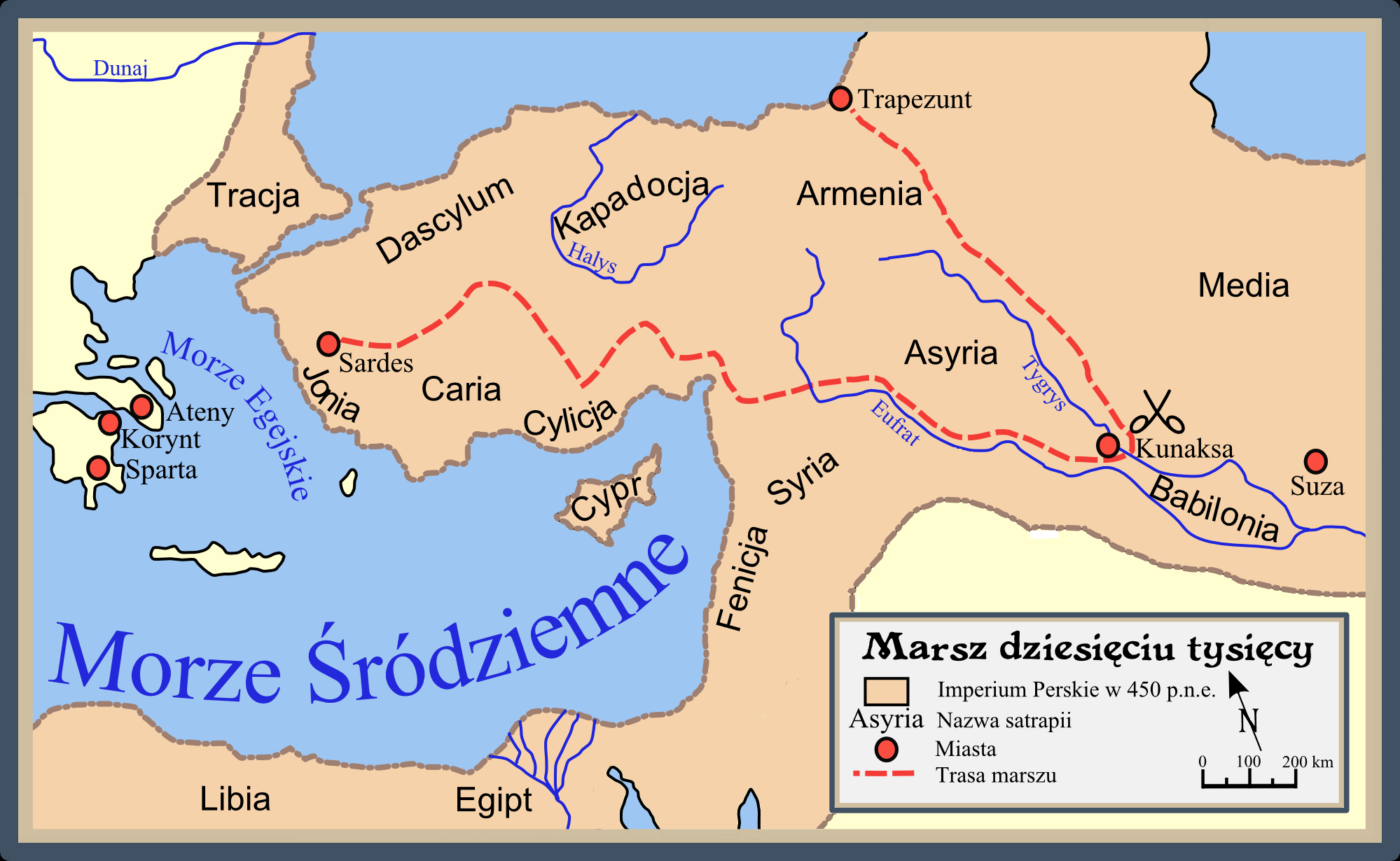
Marsz dziesięciu tysięcy.

Ksenofont (gr. Ξενοφῶν, Ksenophon) z Aten (ok. 430 p.n.e. – ok. 355 p.n.e.) – grecki pisarz, historyk, żołnierz.

## Życiorys

### Wczesne lata
Informacje o jego życiu czerpiemy z jego własnych pism. Ksenofont, syn Gryllosa i Diodory, urodził się ok. 430 r.p.n.e. w Atenach, na terenie attyckiego demu Erchia. Rodzice jego posiadali majątek ziemski, więc zapewne byli zamożni. Prawdopodobnie ojciec należał do stanu „rycerskiego”, a więc do drugiej klasy majątkowej według szacunkowych kryteriów z czasów reformy Solona. Członkowie tej klasy mieli obowiązek służby w konnicy na wypadek wojny. Z tego środowiska wyniósł Ksenofont niektóre nawyki arystokratyczne: miłość do jazdy konnej, hodowli koni, polowania, sympatie monarchiczne oraz religijność. Z własnymi końmi wyruszył na wyprawę Cyrusa, a synów wysłał później do służby w kawalerii ateńskiej.
Mając odpowiednie warunki finansowe, Ksenofont zdobył wszechstronne wykształcenie. Bogaci uczniowie pobierali nauki w domu, a biedniejsi w prywatnych szkołach. Ksenofont przechodził kurs gramatyki, gimnastyki i muzyki, a potem studiował retorykę, filozofię i prawdopodobnie strategię. Z młodości Ksenofonta są dobrze poświadczone bliskie kontakty z Sokratesem. Przystał do niego pod sam koniec wojny peloponeskiej ok. 409 r.p.n.e. Spotkał go przypadkiem na stromej i krętej uliczce ateńskiej, jak podaje nam Diogenes Laertios w dziele Żywoty i poglądy sławnych filozofów. Doszło do wymiany zdań. Sokrates na koniec spytał się: „Gdzie ludzie stają się zacni i szlachetni?”. Widząc, że Ksenofont nie wie, co powiedzieć, zaproponował: „Pójdź za mną i ucz się tej wiedzy!”. W tych warunkach miał zostać Ksenofont jego uczniem. W jego kręgu przebywał do 401 r. p.n.e. Do końca życia zachował ogromny szacunek dla dawnego mistrza. Mieli podobne zapatrywania polityczne. Podziwiali Spartę za jej porządek, dyscyplinę, tradycję, religijność i sprawiedliwość.
Po klęsce Aten pod Ajgospotamoj (405 r. p.n.e.) i po zdobyciu miasta (404 r. p.n.e.) Spartanie ustanowili spośród swoich zwolenników rządy Trzydziestu Tyranów. Ksenofont sympatyzował z nimi. Z niektórych fragmentów Historii greckiej wynikałoby, że służył wtedy w kawalerii.
Przywrócenie ustroju demokratycznego w Atenach w 403 r.p.n.e. stanowiło punkt zwrotny w życiu Ksenofonta. Amnestia dawała bezpieczeństwo osobiste, ale kariera polityczna i wojskowa została w zasadzie zamknięta. W tym okresie otrzymał list z Sardes od dawnego przyjaciela Proksenosa, ucznia sofisty Gorgiasza. Proksenos zachęcał w nim do przybycia na służbę do Cyrusa Młodszego, perskiego satrapy Lidii, Frygii i Wielkiej Kapadocji.

### Okres azjatycki
Ksenofont przyjął propozycję Proksenosa i na początku roku 401 opuścił Ateny i przyłączył się do ok. 13 tys. Greków na służbie u Cyrusa Młodszego. W tym czasie Cyrus wypowiedział bratu-królowi Artakserksesowi II wojnę o perski tron, w której brał udział Ksenofont. Pod Kunaksą w pobliżu Babilonu doszło do decydującego starcia. Wojska królewskie przegrały bitwę, ale Cyrus zginął w walce. Wodzowie greccy zostali zamordowani w wyniku podstępu, a żołnierze perscy Cyrusa przeszli na stronę królewską. Najemnikom greckim groziło niebezpieczeństwo w obcym kraju. Postanowili wrócić do domu. Ksenofont, jako dowodzący tyłami, brał udział w słynnym odwrocie (tzw. marsz dziesięciu tysięcy). Droga powrotna liczyła tysiąc mil, wiodła przez pustynie i góry Armenii aż do Morza Czarnego.
Po bezpiecznym dotarciu do brzegów Morza Czarnego i po przeprawie przez Hellespont, Ksenofont z 6 tysiącami żołnierzy greckich zaciągnął się na służbę u Seutesa, księcia trackich Odrysów. Seutes nie dotrzymał warunków układu, więc Grecy postanowili powrócić do Azji, gdzie wzięli udział w wojnie Sparty z Persją. Służyli pod rozkazami Tybrona, wodza spartańskiego. W 396 r. naczelne dowództwo objął osobiście Agesilaos II, król spartański. Ksenofont przyłączył się do niego, jako sprzymierzeniec i zwolennik. Spartanie odnosili sukcesy wojenne. Po zdobyciu Sardes musieli wrócić do Grecji z powodu działań Persji na ich tyłach. Persja zorganizowała koalicję Aten, Teb i Koryntu przeciw Sparcie. Doszło do wojny korynckiej (lata 395-387). W drodze powrotnej armia Agesilaosa II pokonała Ateńczyków pod Koroneją (394). Ateny za udział w bitwie po stronie przeciwnej uznały Ksenofonta za wroga i skazały na banicję.

### W służbie Sparcie i w Skilluncie
Ksenofont po bitwie postanowił przyłączyć się do króla Agesilaosa. Odpłynął z nim do Sparty, gdzie zapewne przebywał przez kilka lat. Uczestniczył w wyprawach Sparty w czasie wojny korynckiej. Za zasługi przyznano mu przywilej proksenii, a więc honorowe obywatelstwo spartańskie. Proksenia miała charakter tytularny, ponieważ nie pełnił funkcji rzecznika innego państwa greckiego w Sparcie. Dzięki tej godności mógł wysłać synów-bliźniaków Gryllosa i Diodora na wychowanie spartańskie. Uzyskał od Sparty posiadłość w Skilluncie (współcześnie w gminie Olimpia), dokąd przeniósł się z rodziną na początku lat 80. Zabrał ze sobą żonę Finezję i synów, zwanych „Dioskurami”. Imię żony jest pochodzenia jońskiego, więc zapewne nie była Atenką. Prawdopodobnie poznał ją i poślubił w trakcie swojej wyprawy azjatyckiej. W Jonii urodzili się też przypuszczalnie jego synowie, między rokiem 399 a 394.
W wieku około 40 lat zamieszkał w Skilluncie, zamieniając bujne życie żołnierskie na spokojne życie ziemiańskie. Spędzał czas z rodziną, urozmaicając wolne chwile pracą literacką. Skillunt znajdował się na terenie Elidy, w pobliżu Olimpii, po zachodniej stronie Peloponezu. Spartanie zabrali tę miejscowość w czasie wojny z Elidyjczykami. Ksenofont otrzymał od Sparty dom i ziemię jako rekompensatę za skonfiskowany majątek rodzinny w Attyce. Zajmował się hodowlą psów i koni oraz spędzał czas na polowaniu lub ucztach. Posiadał niewolników pochodzących z małoazjatyckiej Dardanii, którzy pracowali u niego na roli. Ksenofont ufundował w pobliżu święty okręg Artemidy, oddalony ok. 4 kilometry od Olimpii, jako wotum dziękczynne za szczęśliwy powrót z Azji.

### Jesień życia w Koryncie
Klęska Spartan pod Leuktrami w 371 r. zmusiła go do opuszczenia Skilluntu. Zapewne jesienią tego roku Elejczycy zdołali odzyskać Skillunt i inne miejscowości Trifylii, oprócz Lepreon, jedynego miasta prospartańskiego w Trifylii. Ksenofont umieścił tam rodzinę, a sam podążył do miasta Elidy. Prawdopodobnie starał się odzyskać zabrany majątek na drodze prawnej przed Radą Olimpijską. Po nieudanej próbie dołączył do rodziny i postanowił przenieść się do Koryntu. Po drodze zatrzymał się w Sparcie w gościnie u króla Agesilaosa. Jesienią 370 r. armia tebańska najechała Lakonię, niszcząc ją, a zostawiając stolicę Spartę. Następnego roku Ksenofont, czując zagrożenie dla rodziny, wyjechał do Koryntu, miasta prospartańskiego w centrum Grecji, gdzie spędził resztę życia. Tu docierały informacje ze wszystkich stron. Ksenofont mógł tam uzyskać relacje o wydarzeniach w Atenach, Sparcie i innych państwach. Miasto dawało mu dogodne warunki do dalszej pracy pisarskiej. Prowadził wygodne i dostatnie życie, cieszył się popularnością wśród mieszkańców. W połowie lat 60., w wyniku zbliżenia Aten i Sparty, zniesiono dawną uchwałę ateńską skazującą go na wygnanie. Ksenofont odzyskał prawa obywatelskie oraz skonfiskowany majątek rodzinny w Attyce. Prawdopodobnie zalegalizowano jego synów, pochodzących z matki pochodzenia nieateńskiego. Wysłał do Aten synów Gryllosa i Diodora. Sam zapewne nie wrócił do ojczyzny. Zgodnie z tradycją rodzinną synowie mieli służyć w konnicy ateńskiej. Walczyli przeciw Tebańczykom. Gryllos poległ w konnej potyczce w przeddzień bitwy pod Mantineją w 362 r. Ksenofont zmarł ok. r. 355, pozostawiając syna Diodora i wnuków, a wśród nich Ksenofonta Młodszego. Możliwe, że po śmierci pochowano go koło Skilluntu na terenie świętego okręgu Artemidy.

## Spuścizna literacka
Ksenofont jest autorem wielu dzieł o różnej tematyce i wielkości. Jego prace dotyczą historii, polityki, wojskowości, ekonomiki, myślistwa, pamiętnikarstwa. Twórczość szczęśliwie dotarła do nas w postaci kompletnej. Pisał większość dzieł w Skilluncie oraz w Koryncie. Traktat Ustrój polityczny Aten (gr. Άθηναίων πολιτεία, Athenaion politeia) był długo przypisywany Ksenofontowi. Powstał on jednak wcześniej, w czasach pierwszych lat wojny peloponeskiej.
Ksenofontowi przypisuje się autorstwo czternastu prac, które są różnie grupowane (od 2 do 4 grup). Tutaj zostały podzielone na cztery grupy: pisma sokratyczne, polityczno-ustrojowe, historyczne oraz varia.
1. Pisma sokratyczne:
- Wspomnienia o Sokratesie (gr. Άπομνημονεύματα, Apomnemoneúmata) – napisane w czterech księgach jako odpowiedź na złośliwe ataki na dawnego mistrza, prawdopodobnie ze strony Polikratesa. Po apologii Sokratesa autor zbija zarzuty o bezbożność i deprawację młodzieży. W dalszej części dokładnie odpiera inne oskarżenia. Wspomnienia zakończył ponownie apologią.
- Obrona Sokratesa (gr. Άπολογία, Apologia) – opisuje dokonanie rachunku sumienia przez mistrza przed śmiercią. Sokrates uważał, że życie starcze będzie bezbarwne i że śmierć jest w tej sytuacji korzystniejsza i pożądana[7].
- O gospodarstwie lub Ekonomik (gr. Οίκονομικός, Oikonomikós) – pismo praktyczno-dydaktyczne (21 rozdziałów) powstało zapewne po Wspomnieniach. Opisuje, jak należy wzorcowo zarządzać gospodarstwem rolnym. Wychwala pracę na roli jako czynnik kształtujący i rozwijający wartości moralne.
- Uczta (gr. Συμπόσιον, Sympósion) – w 9 rozdziałach przedstawia Sokratesa na tle biesiadujących w domu Kaliasza. Gospodarz chciał uświetnić swego pięknego ulubieńca, Autolika, który zwyciężył w zawodach sportowych. Głównym tematem biesiady jest pochwała Erosa. Sokrates uważa, że ważniejsze jest umiłowanie pięknej duszy i charakteru niż pożądanie pięknego ciała[8].

2. Pisma polityczno-ustrojowe:
- Hieron (gr.  Ίέρων, Hiéron) – dialog w 11 rozdziałach pomiędzy tyranem Syrakuz Hieronem a poetą Symonidesem. Rozmowa między nimi miała wykazać zbieżne interesy tyrana i obywateli.
- Agesilaos (gr. Άγησίλαος) – apologia na cześć króla Sparty Agesilaosa II. Wyolbrzymia zalety i zasługi swojego patrona, pomijając jego wady. Powstało po r. 360 przed Historią grecką[9].
- Cyropedia lub Wychowanie Cyrusa (gr. Κύρου παιδεία, Kýrou paideia) – największe objętościowo dzieło (8 ksiąg), opisuje wychowanie Cyrusa Wielkiego oraz jego życie. Jest prozatorskim dziełem epickim, czyli formą pośrednią między opowiadaniem historycznym a powieścią historyczną. Celem było przedstawienie modelu idealnego państwa (monarchii) rządzonego przez wybitnego wodza i szlachetnego władcę[10].
- Ustrój spartański (gr. Λακεδαιμονίων πολιτεία, Lakedaimonion politeia) – traktat podzielony na 15 rozdziałów, wychwala zalety ustroju spartańskiego. Opisuje źródła przewagi Spartiatów nad pozostałymi Grekami pomimo ich małej liczebności. Dziełko składa się z rozdziałów poświęconych wychowaniu (II-IV), spartańskiemu stylowi życia (V–X), armii spartańskiej (XI–XII), uprawnieniom królów w czasie wojny (XIII) i pokoju (XV). Rozdział XIV zawiera negatywną ocenę Sparty[11].

3. Pisma historyczne:
- Historia grecka (gr.  Έλληνικά, Helleniká) – w 7 księgach opisuje dzieje od 411 do 362 r. p.n.e. Rozpoczyna się w miejscu, na którym urywa się Wojna peloponeska Tukidydesa. Jest jedynym źródłem dla tego okresu dziejów greckich. Zapędy dydaktyczno-moralizatorskie oraz sympatie prospartańskie obniżają wartość dzieła.
- Anabaza lub Wyprawa Cyrusa (gr. Κύρου Άνάβασις, Kýrou Anábasis) – najbardziej znane dzieło (7 ksiąg) Ksenofonta, wydane pod pseudonimem. Cenione ze względu na piękno narracji i wysokie wartości literackie. Po bitwie pod Leuktrami wydał je ponownie pod własnym imieniem. Są to pamiętniki wojenne, opisujące wyprawę Cyrusa Młodszego przeciw bratu-królowi oraz odwrót Dziesięciu Tysięcy. Dzieło powstało prawdopodobnie jako odpowiedź autora na pisma ignorujące jego zasługi. Dzieło ma wysoką wartość, zwłaszcza część dotycząca okresu odwrotu[12].

4. Varia:
- Sztuka jeździecka (gr. Περί ίππικής, Peri hippikés) – dzieło powstało prawdopodobnie po zniesieniu wyroku banicji (369). Autor napisał ten traktat dla Ateńczyków. Pisze, że bez pomocy bogów powodzenie jest nie do pomyślenia.
- Dowódca jazdy (gr.  Ίππαρχικός, Hipparchikós) – pismo powstało w tym samym czasie, co Sztuka jeździecka. Omawia podstawowe obowiązki dowódcy, porządek marszu, udział w uroczystościach, zasadzki wojenne itp.
- Podręcznik łowiectwa (gr. Κυηγετικός, Kynegetikós) – traktat napisany dla ateńskich efebów przed Anabazą. We wstępie poleca łowiectwo, które praktykowali dawni herosi, jako środek wychowawczy dla młodzieży. Opisuje sposoby polowania, głównie na zające. W dalszej części zaczyna rozprawiać z sofistami. Krytykuje ich, że niczego dobrego nie nauczyli, zajmują się sprawami mało ważnymi[13].
- O dochodach (gr. Πóροι, Póroi) – dziełko zawierające rady gospodarczo-finansowe na temat skarbu Aten. Jest najstarszym dokumentem o skarbowości, powstałym ok. roku 355[14].

## Charakterystyka
Twórczość Ksenofonta jest silnie związana z jego życiem. Na tej podstawie można odtworzyć jego sylwetkę i umysłowość. Był podatny na wpływy wybitnych jednostek (Sokrates, Cyrus Młodszy, Agesilaos II). Podobno obdarzony urodą, kierował się w życiu ambicją bycia sławnym. Chcąc zostać człowiekiem czynu, sposobił się do życia praktycznego, co zaowocowało kontaktami ze słynnym Sokratesem. Filozof był dla niego mistrzem życia i wzorem postępowania. Ksenofont umiał ocenić postawę filozoficzną swego mistrza. Jednak interesował się jej stroną praktyczną, zwłaszcza na polu etyki. Chciał wiedzieć, jak prawdy ogólne można zastosować do konkretnych potrzeb. Obca mu była wszelka dialektyka, kosmologia, a jego metafizyka ma cele pedagogiczno-moralizujące. Przystosował etykę Sokratesa do użytku szerszej publiczności. Na tle tych zasad etycznych kreował bohaterów swoich dzieł (Cyrus Wielki, Cyrus Młodszy, Agesilaos II).
W poglądach politycznych Ksenofont był zwolennikiem ustroju monarchicznego. Ideałów szukał daleko od ojczyzny. Znalazł je w Persji (Cyrus Wielki), Sparcie (Agesilaos II, Likurg). Jego władcy są raczej wodzami, niż przywódcami politycznymi, i dlatego jego dzieła są przepełnione tematyką wojskową. Pisma pokazują więc autora raczej jako znawcę taktyki i strategii wojskowej, niż polityka. Nic dziwnego. Ksenofont nigdy nie piastował urzędów państwowych oraz nie brał bezpośrednio udziału w życiu publicznym.
Wyznawał tradycyjną religijność. Wierzył we wszechmoc bogów, którzy karzą zbrodnie. Klęskę Sparty w bitwie pod Leuktrami wytłumaczył karą boską za wiarołomstwo wobec Teban.
W starożytnej Grecji i Rzymie był bardzo cenionym pisarzem. Włączono go do grona wybitnych historyków greckich epoki klasycznej, obok Herodota i Tukidydesa. Nazywano go „pszczołą attycką” za jego prostotę, jasność stylu oraz wdzięk języka. Taka ocena była zapewne przyczyną zachowania jego dzieł do naszych czasów. Jego naśladowcami byli znani pisarze, jak np. Flawiusz Arrian. Wychwalali go Cyceron, Kwintylian i inni. Ksenofont był wszechstronnym pisarzem poruszającym się wśród różnych form literackich, twórcą nowych gatunków literackich (pamiętnik filozoficzny i wojskowy, publicystyka historyczna i powieść polityczna), inspiratorem innych form i gatunków w literaturze greckiej. Przewyższał przeciętnego Ateńczyka swoich czasów swoim talentem pisarskim i znajomością świata. Jego słabością była stronniczość. Posługiwał się sprytem, przemilczeniem, mistyfikacją. Z drugiej strony posiadał pewne zalety. Był wierny przyjaciołom, odważny, wytrwały, wierzący w słuszną sprawę. Był człowiekiem czynu, stąd nie chciał pełnić roli uczonego-badacza w spekulacji filozoficznej lub pragmatycznym pojmowaniu historii. Jego twórczość opierała się przeważnie na doświadczeniu i własnych przeżyciach. Dzięki swym dziełom, zwłaszcza Anabazie, wszedł do historii literatury światowej.